# Лиственский сельский совет
Лиственский сельский совет (укр. Листвинська сільська рада, крымскотат. Listvennoye köy şurası) — административно-территориальная единица, номинально расположенная в составе Нижнегорского района АР Крым Украины. Население по переписи 2001 года составляло 1370 человек, площадь совета — 26 км². Территория сельсовета находится в центре района, в степном Крыму, на берегах Салгира.
К 2014 году сельсовет состоял из 3 сёл:
- Лиственное
- Кирсановка
- Цветущее

## История
Лиственский сельсовет образован между 1 июня 1977 года (на эту дату село ещё числилось в составе Уваровского совета) и 1985 годом (в перечнях административно-территориальных изменений после этой даты не упоминается) уже в современном составе. С 12 февраля 1991 года сельсовет в восстановленной Крымской АССР, 26 февраля 1992 года переименованной в Автономную Республику Крым. С 21 марта 2014 года в составе Крыма аннексирован Россией. Законом «Об установлении границ муниципальных образований и статусе муниципальных образований в Республике Крым» от 4 июня 2014 года территория административной единицы была объявлена муниципальным образованием со статусом сельского поселения.